# Euphrasia perpusilla
Euphrasia perpusilla är en snyltrotsväxtart som beskrevs av Rodolfo Amando Philippi. Euphrasia perpusilla ingår i släktet ögontröster, och familjen snyltrotsväxter. Inga underarter finns listade i Catalogue of Life.